# Bertrand Barère de Vieuzac
Bertrand Barère de Vieuzac (francès: Bertrand Barère)  (Tarba, 10 de setembre de 1755 - Tarba, 13 de gener de 1841) fou un advocat i polític revolucionari occità. Fou advocat del parlament de Tolosa i diputat als Estats Generals (1788). Maçó, periodista, membre del tribunal de cassació i  un dels membres més destacats de la Convenció Nacional, de la qual esdevingué president (1792), representant La Plaine (una facció política moderada) durant la Revolució Francesa. La Plana estava dominada pels radicals Montagnards i Barère, evolucionà del moderantisme cap a una exaltació revolucionària que culminà en la designació com a membre del Comitè de Salvació Pública a l'abril i d'un sans-culottes exèrcit el setembre de 1793. Segons Francois Buzot, Barère va ser responsable del Regnat del Terror, com Robespierre i Louis de Saint-Just. No abandonà Robespierre fins a darrera hora, i fou deportat al Poitou el 1795. Més tard va fer missions diplomàtiques i d'espionatge per a Napoleó I, raó per la qual, quan Lluís XVIII de França restaurà la monarquia borbònica, fou desterrat a Brussel·les per regicidi. No va poder tornar a França fins al triomf de la Revolució de 1830, i pogué viure els darrers dies mercès a una pensió que li passà el nou govern de Lluís Felip I de França. Es dedicà després al periodisme i publicà obres literàries i polítiques.